# 王成济
王成济（1927年—），男，四川成都人，中国生物化学家，曾任第四军医大学教授、博士生导师，中国生物化学会理事。